# Valeri Pryiomka
Valeri Pryiomka –en bielorruso, Валер Прыёмка– (Minsk, 15 de junio de 1983) es un deportista bielorruso que compitió en esgrima, especialista en la modalidad de sable.
Ganó una medalla de plata en el Campeonato Mundial de Esgrima de 2011 y dos medallas en el Campeonato Europeo de Esgrima, plata en 2007 y bronce en 2008.
Participó en dos Juegos Olímpicos de Verano, ocupando el quinto lugar en Pekín 2008 y el séptimo en Londres 2012, en ambas ocasiones en la prueba por equipos.

## Palmarés internacional
| Campeonato Mundial | Campeonato Mundial | Campeonato Mundial | Campeonato Mundial |
| Año                | Lugar              | Medalla            | Prueba             |
| ------------------ | ------------------ | ------------------ | ------------------ |
| 2011               | Catania (Italia)   | Medalla de plata   | Sable por equipos  |
| Campeonato Europeo |                    |                    |                    |
| Año                | Lugar              | Medalla            | Prueba             |
| 2007               | Gante (Bélgica)    | Medalla de plata   | Sable por equipos  |
| 2008               | Kiev (Ucrania)     | Medalla de bronce  | Sable por equipos  |